# Kintarō
Pour l’article homonyme, voir Kintarō (prénom).
 (juillet 2017).
Si vous disposez d'ouvrages ou d'articles de référence ou si vous connaissez des sites web de qualité traitant du thème abordé ici, merci de compléter l'article en donnant les références utiles à sa vérifiabilité et en les liant à la section « Notes et références ».
Kintarō (金太郎), que l'on traduit par « garçon doré », est un héros du folklore japonais. Enfant à force surhumaine, il est élevé par une ogresse sur le mont Ashigara. Il devient ami des animaux de la montagne, et plus tard, après avoir capturé la terreur de la région, Shuten Dōji, il devient disciple de Minamoto no Yorimitsu sous le nom de Sakata no Kintoki (坂田公時). Il est un personnage populaire du nô et du kabuki. On expose des poupées Kintarō le jour de la fête des garçons, Tango no Sekku (端午の節句) dans l'espoir de voir les garçons devenir aussi courageux et forts que Kintarō.

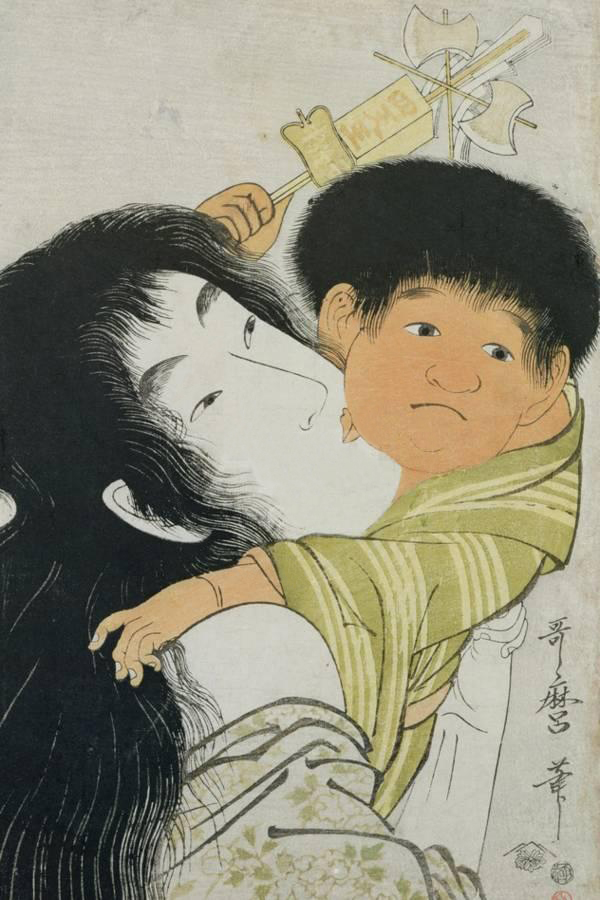
Kintarō et Yama-uba par Kitagawa Utamaro.

Il est dit que le personnage de Kintarō est basé sur la vie d'un homme appelé Sakata no Kintoki, de l'époque de Heian, natif de ce qui est aujourd'hui Minamiashigara. Il sert comme domestique pour le samouraï Minamoto no Yorimitsu et devient connu comme guerrier doué. Sa légende a toutefois changé et grandi avec le temps.

## Légende

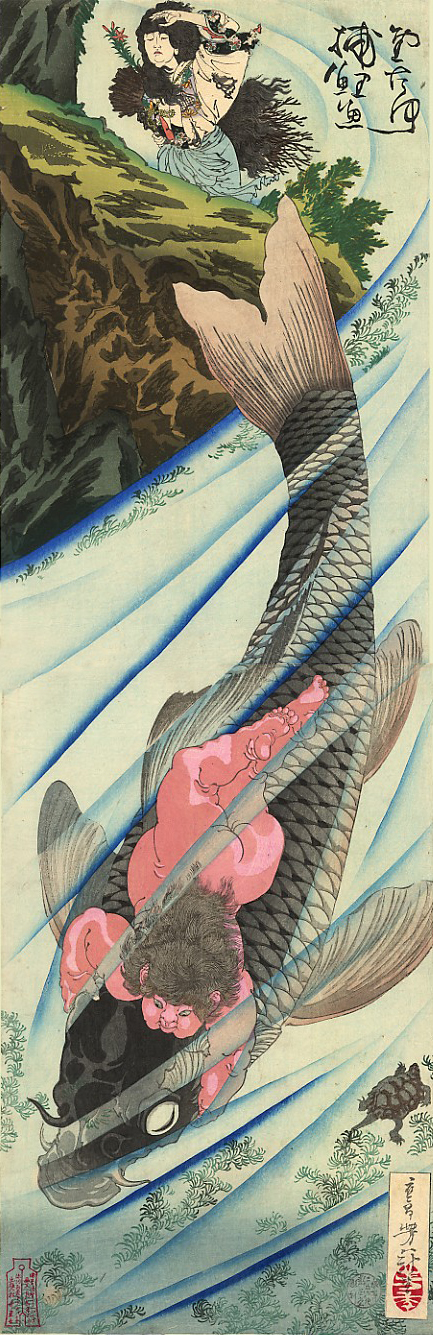
Le jeune Kintarō se battant contre une carpe géante dans une œuvre de Yoshitoshi.

Il y a plusieurs légendes différentes concernant l'enfance de Kintarō. Dans l'une d'elles il est élevé par sa mère, la princesse Yaegiri, fille d'un homme riche appelé Shiman-chôja, dans le village de Jizodo près du mont Ashigara. Dans une autre légende sa mère accouche de lui dans ce qui est aujourd'hui Sakata mais doit s'enfuir à cause des conflits entre son mari, un samouraï nommé Sakata, et l'oncle de celui-ci. Elle s'installe dans les forêts du mont Kintoki pour élever son fils. On raconte aussi que la vraie mère de Kintarō l'aurait abandonné dans la forêt, ou qu'elle serait morte, le faisant orphelin, et il aurait alors été élevé par la sorcière Yama-Uba. Une autre version raconte que la mère de Kintarō l'a élevé dans la forêt, mais devient si hâve qu'elle est appelée Yama-uba. Dans une autre version plus fantaisiste, Yama-uba est la mère de Kintarō, qui l'aurait conçu par un éclair envoyé par le dragon rouge du mont Ashigara.
Toutes les légendes s'accordent sur le fait que Kintarō fut actif et inlassable, dodu et de bonne santé, ne portant qu'un bavoir portant le sinogramme signifiant or (金, kin). Sa seule autre possession est une hachette (le symbole chinois du tonnerre). Il est autoritaire avec les autres enfants (ou il n'y a simplement pas d'enfants dans la forêt), donc ses amis sont principalement les animaux des monts Kintoki et Ashigara. Il est d'une force phénoménale, capable d'écraser les pierres en miettes, arracher les arbres de la terre, et manipuler les branches comme de simples brindilles. Ses amis animaux servent de messagers et de moyens de transport ; certaines légendes disent qu'il leur aurait appris à parler. Plusieurs légendes racontent ses aventures avec les démons et monstres, ses combats sumo avec des ours, et l'aide qu'il apporte aux bûcherons dans leurs tâches.
Adulte, il change son nom en Sakata no Kintoki. Il rencontre le samouraï Minamoto no Yorimitsu quand celui-ci passe par la région du mont Kintoki. Yorimitsu, impressionné par sa force, le prend comme domestique chez lui à Kyoto. Kintarō y apprend les arts martiaux et devient plus tard l'un des shitennō de Yorimitsu en compagnie de Usui Sadamitsu, Urabe no Suetake et Watanabe no Tsuna, se faisant connaître pour sa force et sa connaissance des arts martiaux. Il retourne chercher sa mère (dans les légendes où elle est encore vivante) et l'amène vivre à Kyoto.

## Kintarō au Japon moderne
Kintarō est une figure très populaire au Japon, son image étant présente un peu partout, des statues aux livres de conte, anime, manga et figurines articulées. Il y a des bonbons Kintarō depuis l'époque d'Edo ; son visage apparaît quand on coupe le bonbon cylindrique.
Il existe un sanctuaire shinto dédié à Kintarō au pied du mont Ashigara dans la région de Hakone près de Tokyo. Près du lieu on trouve un grand rocher qui aurait été coupé en deux par Kintarō lui-même.
Dans le manga et l'anime Gintama, le personnage central, Gintoki Sakata est (très) librement inspiré de Kintaro.
Il est également un personnage récurrent du manga de Rumiko Takahashi Urusei Yatsura (うる星やつら) et dont l'anime reste connu en France sous le titre Lamu. Il apparait dès la première saison dans l'épisode 4 : Kintarō venu du ciel d'automne ! (秋の空から金太郎!, Aki no sora kara Kintarō!) Il chevauche la plupart du temps un ours volant.
Dans la série Kamen Rider Den-O, Kintaros et l'Ax Form de Den-O sont inspirés par Kintaro.

## Honneurs
Le cratère Kintaro, sur l'astéroïde (162173) Ryugu, porte son nom.